# 河本にわ
河本 にわ（かわもと にわ、 1863年9月17日〈文久3年8月5日〉 - 1976年〈昭和51年〉11月16日）は、1975年5月31日から死去まで長寿日本一及び長寿世界一であった滋賀県の女性。また、生年に確証のある中では当時の日本歴代最高齢でもあり、生年に確証のある日本人としては初めて113歳を迎えた人物でもあった。

## 来歴
滋賀県高島郡安曇川町で、より糸工場を経営していた河本家に嫁ぐ。20代で結婚して8人の子を産み、生前に80人以上の子孫ができた。元自由民主党参議院議員の河本嘉久蔵は孫である。100歳のときに河本嘉久蔵から隠居所を貰い、晩年まで居住していた。
1975年5月31日梅田ミトの死去に伴い、長寿日本一および世界一の座を引き継いだ。この頃、毎朝5時に起床しお経を唱え、1日に牛乳4本を欠かさず飲んでいたという。1976年11月16日午前8時半に113歳60日で死去。出生記録が確認できる日本人としては、江戸時代生まれの最後の人物であった。